# Masterboy
«Masterboy» — немецкая евродэнс-группа, один из наиболее успешных коллективов данного направления.
Наиболее известные композиции: «Feel the Heat of the Night», «I Got to Give It Up», «Everybody Needs Somebody», «Generation of Love», «Is This the Love» и «Land of Dreaming».

## История

### 1989—1997
«Masterboy» был основан двумя композиторами — Томми Шлее (Tommy Schleh) и Энрико Цаблером (Enrico Zabler), которые решили работать вместе после своей встречи в 1989 году в Баден-Вюртемберге. Первым их синглом стал «Dance to the Beat» (1990 год), первоначально записанный для клуба «The Kinki»; сингл продержался в чартах Германии в течение четырнадцати недель, за ним последовал сингл «Shake It Up and Dance». Спустя год, выходит третий сингл «I Need Your Love» и дебютный альбом The Masterboy Family (выдержанный в стиле евро-хаус). На тот момент в группе также работали рэпер Дэвид Аттерберри и вокалистка Мэнди Ли.
В 1993 году к коллективу на постоянной основе присоединяется вокалистка Трикси Дельгадо (Trixi Delgado) (наст. имя — Beatrice Obrecht) и выходит второй альбом Feeling Alright, заглавная композиция с которого, «Fall In Trance», занимает высшую позицию в танцевальных чартах Германии, Франции, Британии, Австрии и Италии. Следующий сингл, «Everybody Needs Somebody», занял 41 позицию в Германии и 24-ю — в Австрии, вошёл в Top10 во Франции и Бразилии, в Top20 — в Швеции, Израиле, Канаде и Швейцарии и в Top30 ещё одиннадцати стран. В сентябре 1993 года выходит их знаменитый сингл «I Got to Give It Up», свыше 10 недель не покидавший Тор20 Германии и Швейцарии, а в июле 1994 года — суперхит «Feel the Heat of the Night», занявший 8-е место в Германии и за два месяца ставший золотым, а во Франции ставший вторым и шесть недель находившийся в Top10. Тогда же выходит и третий альбом «Masterboy», Different Dreams, ставший тринадцатым в Германии и продержавшийся в Top20 несколько недель.
В октябре 1994 года «Masterboy» отправляются в тур по Германии. Их очередной сингл, «Is This the Love», также попадает в Top20.
В марте 1995 года альбом Different Dreams занимает во французских хит-парадах седьмую строчку и становится золотым. «Masterboy» становятся самой успешной иностранной группой 90-х во Франции. «Masterboy» посещают Бразилию; на радио их песни включают в горячую ротацию, и они четыре недели занимают первое место в бразильских чартах. Успех имеет также новый сингл «Generation of Love», который занял шестнадцатое место в Германии, восемнадцатое во Франции и попал в Top20 Австрии, Швеции, Швейцарии и Бельгии.
В январе 1996 года хит «Land of Dreaming» попадает Dance Club Songs США и достигает 12-го места. В этот момент вокалистка Трикси решает уйти из группы, и на её место приходит американская певица Линда Рокко (Linda Rocco), которая дебютирует в сингле «Mister Feeling». В сентябре «Masterboy» участвуют в германском Mega Dance Festivalе, в течение которого посещают 18 крупных городов. Заглавный сингл «Show Me Colours» с нового альбома Colours приносит новый успех в чартах.
В том же году «Masterboy» продюсируют и записывают благотворительный сингл «Love Message» при участии других звёзд евродэнс-сцены: E-Rotic, Fun Factory, Mr. President, Scooter, U96 и Worlds Apart.
В январе 1997 года «Masterboy» были названы самой успешной немецкой группой 1996 года. Им был вручён приз Chartbreaker Prize’96. Совместно с 'N Sync, Backstreet Boys, Captain Jack, DJ BoBo и Mr. President группа принимает участие в записи ещё одного благотворительного сингла «Children Need a Helping Hand». В том же году Томми Шлех начинает заниматься соло-проектом DJ Klubbingman.
В 1998 году при участии Freedom Williams «Masterboy» записывали US-Album, основу которого должны были составить перезаписанные песни коллектива с вокалом Линды, однако по неизвестным причинам альбом был выпущен лишь в 2006 году в цифровом формате.

### 1999 — наст. время
В 1999 году Линду Рокко заменила Аннабелль Кей (Annabell Kay), покинувшая группу в 2001 году.
В 2000 году выходит сборник Best of Masterboy (54-е место в Германии), а в группу возвращается Трикси Дельгадо. Выходит новый сингл «I Need a Lover Tonight».
В 2006 году в России выходит альбом The Best, в который вошли лучшие хиты прошлых лет и три новые песни: «Ice Ice Baby», «Say Yeah» и «Lucky Lie». Причем сама группа, как выяснилось позже, понятия не имеет как данные треки оказались в альбоме. По их словам, данный материал был записан в качестве промо для готовившегося в 2002 году альбома, который так и не вышел в свет по причине разрыва контракта с Sony Music.
Осенью 2013 года группа неожиданно дала свой первый концерт после четырнадцатилетнего перерыва. На ретро-вечеринке в городе Мангейм (Германия) Томми, Трикси и Энрико исполнили хиты из альбомов Different Dreams и Generation of Love. Группа возрождает концертную деятельность.
В 2016 году Klubbingman выпускает юбилейный сингл «Love Message 2K16». В 2018 вышел видеоклип и сингл «Are You Ready (We Love the 90s)» с вокалом Трикси Дельгадо. В 2019 году группа выступила в Петербурге на «Супердискотеке 90-х».
В 2020 году петербургским лейблом Maschina Records анонсировано переиздание каталога группы в форматах LP и CD и добавлением дополнительных материалов.

## Дополнительные факты
- В 1994 году Томми и Энрико спродюсировали проект «Cardenia», а Трикси исполнила партию вокала для композиции «Living on Video»[21].

## Дискография
| \| Год \| Название \| \| ---- \| ---------------------------- \| \| 1990 \| «Dance to the Beat» \| \| 1991 \| «Shake It Up and Dance» \| \| 1992 \| «Keep On Dancing» \| \| 1993 \| «Everybody Needs Somebody» \| \| 1994 \| «I Got to Give It Up» \| \| 1994 \| «Feel the Heat of the Night» \| \| 1994 \| «Is This the Love» \| \| 1995 \| «Generation of Love» \| \| 1995 \| «Anybody» \| \| 1996 \| «Land of Dreaming» \| \| 1996 \| «Mr. Feeling» \| \| 1996 \| «Show Me Colours» \| \| 1997 \| «Just For You» \| \| 1997 \| «La Ola Hand In Hand» \| \| 1998 \| «Dancin' Forever» \| \| 1999 \| «Porque Te Vas» \| \| 2000 \| «I Like to Like It» \| \| 2000 \| «Feel the Heat 2000» \| \| 2002 \| «I Need a Lover Tonight» \| \| 2018 \| « Are You Ready» \| | - 1990 — Dance to the Beat - 1991 — Shake It Up and Dance - 1991 — I Need Your Love (feat. Mendy Lee & MC A.T.B.) - 1991 — Cause We Do It Again - 1992 — Keep On Dancing - 1992 — Ooh… Noche Del Amor - 1993 — Fall In Trance - 1993 — Everybody Needs Somebody - 1994 — I Got to Give It Up - 1994 — Feel the Heat of the Night - 1994 — Is This the Love - 1995 — Different Dreams (только во Франции) - 1995 — Megamix (только во Франции) - 1995 — Generation of Love - 1995 — Anybody (Movin' On) - 1996 — Land of Dreaming - 1996 — Baby Let It Be (только во Франции) - 1996 — Love Message (feat. E-Rotic, Fun Factory, Scooter, U96, Worlds Apart) (благотворительный сингл) - 1996 — Mr. Feeling - 1996 — Show Me Colours - 1997 — Just For You - 1997 — La Ola (Hand In Hand) - 1997 — Children Need a Helping Hand (благотворительный сингл) - 1998 — Nights of Broadway (винил) - 1998 — Dancin' Forever - 1999 — Porque Te Vas - 2000 — I Like to Like It - 2000 — Feel the Heat 2000 - 2001 — Ride Like The Wind - 2002 — I Need a Lover Tonight - 2003 — Feel the Heat of the Night 2003 - 2010 — Another Day Another Night (ранее издавалось под именем Klubbingman) - 2010 — Revolution (We Call It) (ранее издавалось под именем Klubbingman) - 2011 — Dance to the Beat 2K11 (Tommy & Tibby feat. Masterboy) - 2018 — Are You Ready (We Love the 90s) |
| Год | Название |
| 1990 | «Dance to the Beat» |
| 1991 | «Shake It Up and Dance» |
| 1992 | «Keep On Dancing» |
| 1993 | «Everybody Needs Somebody» |
| 1994 | «I Got to Give It Up» |
| 1994 | «Feel the Heat of the Night» |
| 1994 | «Is This the Love» |
| 1995 | «Generation of Love» |
| 1995 | «Anybody» |
| 1996 | «Land of Dreaming» |
| 1996 | «Mr. Feeling» |
| 1996 | «Show Me Colours» |
| 1997 | «Just For You» |
| 1997 | «La Ola Hand In Hand» |
| 1998 | «Dancin' Forever» |
| 1999 | «Porque Te Vas» |
| 2000 | «I Like to Like It» |
| 2000 | «Feel the Heat 2000» |
| 2002 | «I Need a Lover Tonight» |
| 2018 | « Are You Ready» |